# 王筱磊
王筱磊（1975年11月13日—），出生于陕西省西安市，毕业于陕西师范大学，现为中国中央电视台主持人。

## 经历
- 1998年，毕业于陕西师范大学国民经济管理专业，获经济学学士学位。
- 1996年，在西安人民广播电台从事主持人工作。
- 1998年，担任陕西电视台主持人。
- 2004年，担任CCTV-12《普法栏目剧》《平安365》、CCTV-10《健康之路》等栏目。

## 主持节目
- 《一线》
- 《普法栏目剧》
- 《平安365》
- 《健康之路》